# Marie-Hélène Chisholmová
Marie-Hélène Chisholmová [Šizom] (* 8. ledna 1979) je bývalá kanadská zápasnice – judistka.

## Sportovní kariéra
S judem začínala v rodném Port-Cartieru pod vedením Steve Trudela. Vrcholově se připravovala v Montréalu pod vedením reprezentačního trenéra Sylvaina Héberta. V kanadské ženské reprezentaci se pohybovala od roku 1998 ve střední váze do 70 kg. V roce 2000 vybojovala kvalifikační kvótu pro start na olympijských hrách v Sydney, která však pravděpodobně kvůli jejímu zranění propadla ve prospěch Argentiny (Daniela Krukowerová). Se zraněními se potýkala od počátku své sportovní kariéru. V roce 2002 musela vynechat v Kanadě prestižní Hry Commonwealthu.
Do olympijského roku 2004 šla do nižší polostřední váhy do 63 kg a kvalifikovala na olympijské hry v Athénách. Pár týdnu před olympijskými hrami však přišla o trenéra Héberta kvůli obvinění ze sexuálního harašení. Přesun do nižší váhové kategorie se ukázal jako pozitivní krok. V Athénách se představila ve výborné formě. V úvodním kole nejprve porazila Němku Anna von Harnierovou a v dalším kole vyřadila v prodloužení nebezpečnou Číňanku Li Šu-fang. Ve čtvrtfinále vypadla po 17 sekundách s pozdější vítězkou Japonkou Ajumi Tanimotovou, z oprav však postoupila do boje o třetí místo proti Slovince Uršce Žolnirové. Od úvodních minut nestačila na svojí soupeřku v boji o úchop a po třech napomenutí prohrála na wazari (tři šida). Obsadila dělené 5. místo.
Od roku 2005 se připravovala pod vedením svého budoucího manžela Nicolase Gilla. Na jaře 2007 však utrpěla zranění kolene, kvůli kterému přišla o podstatnou část olympijské kvalifikace a na olympijské hry v Pekingu v roce 2008 se nekvalifikovala. Vzápětí ukončila sportovní kariéru. Žije v Montréalu a věnuje se trenérské práci.

## Výsledky
| Turnaj                  | 1994 | 1995 | 1996 | 1997 | 1998         | 1999         | 2000         | 2001         | 2002         | 2003         | 2004             | 2005             | 2006             | 2007             | 2008             |
| Turnaj                  | 15   | 16   | 17   | 18   | 19           | 20           | 21           | 22           | 23           | 24           | 25               | 26               | 27               | 28               | 29               |
| Turnaj                  | -48  | -52  | -56  | -66  | střední váha | střední váha | střední váha | střední váha | střední váha | střední váha | polostřední váha | polostřední váha | polostřední váha | polostřední váha | polostřední váha |
| ----------------------- | ---- | ---- | ---- | ---- | ------------ | ------------ | ------------ | ------------ | ------------ | ------------ | ---------------- | ---------------- | ---------------- | ---------------- | ---------------- |
| Olympijské hry          |      |      | —    |      |              |              | —            |              |              |              | 5.               |                  |                  |                  | —                |
| Mistrovství světa       |      | —    |      | —    |              | —            |              | úč.          |              | úč.          |                  | 5.               |                  | úč.              |                  |
| Panamerické hry         |      | —    |      |      |              | 5.           |              |              |              | 5.           |                  |                  |                  | —                |                  |
| Panamerické mistrovství | —    |      | —    | 2.   | —            | 3.           | 1.           | 2.           | 2.           | 1.           | 3.               | 2.               | 3.               | —                | úč.              |
| MS juniorů              | 7.   |      | —    |      | 7.           |              |              |              |              |              |                  |                  |                  |                  |                  |